# Den Akker
Den Akker is een buurtschap in de Nederlandse gemeente Neder-Betuwe, gelegen in de provincie Gelderland. Het ligt in het westen van de gemeente aan het Amsterdam-Rijnkanaal en wordt begrend door de spoorlijn Tiel-Arnhem in het noorden, de Biezenburgseweg in het oosten, de Waalbanbijk in het zuiden en het Amsterdam-Rijnkanaal in het westen.
Dorpen: Dodewaard · Echteld · IJzendoorn · Kesteren · Ochten · Opheusden

Buurtschappen: Den Akker · Eldik · Hien · Hoogbroek · Lakemond (deels) · Lede en Oudewaard · Ooij · Pottum · Wely

Gelderland: Steden en dorpen in Gelderland      Nederland: Provincies · Gemeenten